# Cycleurope
Cycleurope est une entreprise suédoise qui fabrique et commercialise des bicyclettes.
Racheté à l'automne 2024 par le groupe Rebirth, l'entreprise est rebaptisée Re-Cycles France.

## Histoire
En 1992, pour faire face à la concurrence asiatique, les cycles BH (Beistegui Hermanos, Espagne) rachètent les cycles Peugeot et les Gitane pour créer le groupe Cycleurope. En 1996, BH vend Cycleurope au groupe suédois Monark (en). En 1997, Cycleurope acquiert la célèbre marque italienne Bianchi. En 1999, le groupe Grimaldi devient propriétaire de Stiga Monark, et par conséquent, de Cycleurope.
En 2004, Cycleurope obtient la licence d’exploitation de la marque Renault.
En 2010, le site de Machecoul est filialisé et devient Cycleurope Ka International, spécialisé dans la grande distribution. Le site de Romilly-sur-Seine se spécialise dans le milieu et le haut de gamme et récupère la fabrication des vélos Gitane. En 2012, Cycleurope Ka International dépose le bilan. En mars 2013, l'usine de Machecoul est reprise par Intersport qui crée une nouvelle société "La Manufacture Française du Cycle" qui conserve 175 salariés avec 79 suppressions d'emploi pour produire notamment la gamme de vélo d'Intersport sous la marque Nakamura. Cycleurope n'a donc plus qu'une usine en France à Romilly-sur-Seine.
En septembre 2024, Cycleurope France, via une procédure de conciliation avec ses emprunteurs, est acquise par Rebirth, une entreprise française spécialisée dans les vélos électriques,.

## Organisation
Cycleurope commercialise ses cycles dans divers réseaux de distribution, dont Vélo & Oxygen, une chaîne de boutiques qui lui est propre. Le groupe possède une usine à Romilly-sur-Seine, qui fabrique les vélos de marque Gitane et Bianchi. Jusqu'en 2012 le groupe avait une usine à Machecoul, qui produisait des cycles vendus dans les hypermarchés et les enseignes spécialisées dans le sport (Go Sport, Intersport) sous les marques Micmo, TVT, EXS, Dynamic, Optimal ou marques de distributeurs.